# Jesus, du mitt hjärtas längtan
Jesus, du mitt hjärtas längtan är en psalm av okänd tysk författare från 1686 som Jakob Arrhenius översatte 1691 med titelraden Jesu, du min fröjd och fromma. Inför 1986 års psalmbok moderniserades Arrhenius version av Anders Frostenson 1979 till den nya titelraden som blev identisk med en tidigare psalm av Lina Sandell. 
Psalmen inleds 1695 med orden:
JEsu tu min frögd och fromma
All min glädie och min lust
Melodin är en tonsättning av Heinrich Albert från 1642 som vid den första publiceringen 1695 bara användes till denna psalm men enligt Koralbok för Nya psalmer, 1921 och 1921 års koralbok med 1819 års psalmer fanns inte Alberts melodi med 1695, men hämtades ur Arien oder Melodeyen från 1642 och var publicerad i Haeffners koralbok som psalm nummer 407. Och i registret för 1986 års psalmbok används Alberts gamla melodi även till psalmen Vattuströmmar skola flyta (1819 nr 548) och Sänd av himlens sol en strimma (1937 nr 502) och Än ett år uti sitt sköte (1819 nr 407).

## Publicerad i
- 1695 års psalmbok som nr 144 med titelraden JEsu tu min frögd och fromma, under rubriken "Årliga Högtiders Psalmer: Om Jesu Namn och Välgierningar".
- 1819 års psalmbok som nr 204 med titelraden Jesu, du min fröjd och fromma, under rubriken "Nådens ordning: Den dagliga förnyelsen under bön, vaksamhet och strid mot andliga fiender".
- Stockholms söndagsskolförenings sångbok 1882 som nr 99 med verserna 2 och 4, under rubriken "Psalmer".
- Sionstoner 1889 som nr 492 under rubriken "Den dagliga förnyelsen" i Arrhenius version som i 1819 års psalmbok.
- Hemlandssånger 1891 som nr 292 under rubriken "Kärleken".
- Svenska Missionsförbundets sångbok 1894 som nr 390 under rubriken "Det kristliga livet. Bönesånger".
- Hjärtesånger 1895 som nr 185 under rubriken "Vid bönestunder".
- Metodistkyrkans psalmbok 1896 som nr 5 med inledningen "Jesus, låt mig städse börja" med 2 verser under rubriken Begynnelsesånger och ursprunget angivet som "Från 14:de århundradet".
- Musik till Frälsningsarméns sångbok 1907 som nr 162 med titelraden "Jesus, låt mig städse börja"
- Svensk söndagsskolsångbok 1908 som nr 124 under rubriken "Böne- och lovsånger".
- Lilla Psalmisten 1909 som nr 1 med två verser under rubriken "Inledningssånger". Inledningstexten Jesus, låt mig städse börja.
- Svenska Missionsförbundets sångbok 1920 som nr 377 under rubriken "Bönesånger".
- Svenska Frälsningsarméns sångbok 1922 som nr 12 med titelraden "Jesus, låt mig städse börja" under rubriken "Inledningssånger och psalmer ".
- Svensk söndagsskolsångbok 1929 som nr 3 under rubriken "Inlednings- och samlingssånger"
- Frälsningsarméns sångbok 1929 som nr 586 med titelraden "Jesus, låt mig städse börja" under rubriken "Begynnelse och avslutningssånger"
- Sionstoner 1935 som nr 381 under rubriken "Frälsningens tillämpning: Trosliv och helgelse"
- 1937 års psalmbok som nr 396  med gamla titelraden, under rubriken "Trons bevisning i levnaden".
- Segertoner 1960 som nr 111
- Psalmer för bruk vid krigsmakten 1961 som nr 396 verserna 2-5.
- Frälsningsarméns sångbok 1968 som nr 716 med titelraden "Jesus, låt mig städse börja" under rubriken "Begynnelse Och Avslutning"
- Den svenska psalmboken 1986 som nr 273 under rubriken "Efterföljd - helgelse".
- Lova Herren 1988 som nr 544 med äldre titelraden, under rubriken "Guds barn i bön och efterföljelse".
- Svensk psalmbok för den evangelisk-lutherska kyrkan i Finland (1986) som nr 264 under rubriken "Guds nåd i Kristus"